# Rudolf Wolf (vormgever)
Rudolf (Rudi) Wolf (Amsterdam 1 december 1919 – Amstelveen, 7 oktober 1989) is een Nederlands vormgever, actief als architect, beeldhouwer, meubelontwerper, en industrieel ontwerper.

## Leven en werk

### Opleiding en eerste carrièrestappen
Wolf was geboren en getogen in Amsterdam. Na het Amsterdams Lyceum behaalde hij zijn MO-akten tekenen. Hij leerde verder op de afdeling reclame aan het Rijksinstituut tot Opleiding van Tekenleraren en nog enige tijd aan de Kunstnijverheidsschool Quellinus in Amsterdam. Na zijn opleiding ging hij aan het werk als productontwerper. In 1964 vertelde hij hierover: 
De vormgeving boeide me al van jongs af aan... Als twaalfjarige jongen was ik weg van de voor die tijd moderne architectuur. Ik wilde dolgraag architect worden. Ongetwijfeld heb ik dat voor een deel te danken gehad aan de vriendschap van architect Boeken met mijn ouders. Toch ben ik nooit architect geworden, hoewel ik nog altijd gek ben op alles wat met architectuur te maken heeft. Ik lees er boeken over en ik volg de ontwikkeling op de voet. Le Corbusier is mijn grote man. In Amerika heb ik ook mijn ogen uitgekeken naar de wolkenkrabbers en de moderne gebouwen op Manhattan. Ik heb een immens hoog gebouw gezien, dat opgetrokken was uit staal en dat van bulten alleen glas en aluminium te zien gaf. De gehele omgeving reflecteerde in dat gebouw. Grandioos. Ik ben er stil van geweest.
Wolf begon met werken bij Philips in Eindhoven, waar hij de eerste jaren onder andere lampen en verlichtingsarmaturen ontwierp.

### Verdere carrière
Van 1942 tot 1947 ontwierp Wolf drukwerk onder de naam Rudorec (Rudolf-reclame) in een pand in de Ferdinand Bolstraat in Amsterdam.
In 1955 vestigde Wolf zich als freelance ontwerper in Amstelveen en ontpopte hij zich als veelzijdig ontwerper. Hij ontwierp producten van meubelen en bromfietsen tot baarden en verpakkingen. Hij ontwierp interieurs en grafisch werk tot briefpapier toe, en deed ook conceptuele opdrachten zoals naamgeving van meubelen. Hij noemde dit in 1964 "total design," het ontwerpen van al het denkbare.
Onder zijn opdrachtgevers waren verschillende meubelproducenten, waaronder Leolux en Elsrijk, en andere producenten als brommerfabrikant Batavus. In 1964 was hij de eerste Nederlander die was onderscheiden door het American Institute of Interior Designers uit New York. Hij won dat jaar de jaarprijs voor het beste internationale ontwerp. Hij kreeg deze prijs voor de "Gamma-stoel," een clubfauteuil voor Meander uit 1963 met een stalen frame en een geometrisch gevormde zitting. Dit werk trok nationaal en internationaal enige aandacht.
Wolf had in 1968-69 een relatie met beeldhouwster Alice Edeling, die bekendheid verwierf als modeontwerpster. Een van haar bekendere werken was de Total Look uit 1969. Hierbij poseerde Wim Crouwel in een futuristische tuniek van Alice Edeling, waarvan foto's door Paul Huf verschenen in de Avenue. Tegelijkertijd werkte Wolf met Crouwel aan het ontwerp van een auto. Vanaf zijn vijftigste verjaardag ontwierp Wolf constructivistische sculpturen, waaronder de sculptuur "Getordeerd" aan de Rembrandtweg in Amstelveen.

## Exposities
- 1976. Rudolf Wolf, Galerie Inart, Mokum.[8]
- 1977. Rudolf Wolf: Constructies, Heineken Galerij, Amsterdam.[9]
- 1978. Constructies van Rudolf Wolf, Cultureel Centrum, Amstelveen.[10]